# Comuna Novokosteantînivka, Prîazovske
Novokosteantînivka (în ucraineană Новокостянтинівка) este o comună în raionul Prîazovske, regiunea Zaporijjea, Ucraina, formată din satele Ihorivka și Novokosteantînivka (reședința).

## Demografie
Componența lingvistică a comunei Novokosteantînivka
     Ucraineană (84,01%)
     Rusă (14,85%)
     Alte limbi (0,13%)
Conform recensământului din 2001, majoritatea populației comunei Novokosteantînivka era vorbitoare de ucraineană (84,01%), existând în minoritate și vorbitori de rusă (14,85%).